# Революційні осередки (ФРН)
Революційні осередки ( нім. Die Revolutionären Zellen Die Revolutionären Zellen, скорочено RZ) - німецька ліворадикальна організація, яка застосовувала міську партизанську війну і діяла з 1973 по 1995. На початку 1980-х років міністерством внутрішніх справ ФРН визначалась як одне з найнебезпечніших лівих терористичних угруповань Західної Німеччини.
За даними офісу федерального прокурора ФРН, «Революційні осередки» взяли на себе відповідальність за 186 терористичних атак.

## Історія організації
Осередки виросли з автономістського руху Німеччини і мали дві гілки: власне «Революційні осередки», які вели "антиімперіалістичну" збройну боротьбу, і  «Rote Zora», феміністична група, що протистояла акціями прямої дії пригніченню жінок в сучасному капіталістичному суспільстві. Після розгрому «Руху 2 червня» «Революційні осередки» забрали до себе значну частину його членів.
Члени організації заперечували тезу RAF про корумпованість мас, посилаючись при цьому на масові акції протесту 70-х років. Основною метою боротьби організація бачила «підтримку боротьби народу шляхом нападу на його ворогів і створення нелегального апарату, що робить можливим нові форми боротьби». Свою діяльність позиціонувала як частину єдиного громадського руху   
На рубежі 70-80-х років «Революційні осередки» значно активізуються: в кінці 1979 року здійснили пограбування банку, ряд замахів, вибухів, організували втечу терористові Штефану Вишневському. Крім збройної боротьби на території західної Німеччини «Революційні осередки» активно виступала як міжнародна терористична організація  . 
Однією з найбільш відомих акцій Революційних осередків стало захоплення літака французької авіакомпанії «Ейр Франс», проведене в червні 1976 року  спільно з групою «зовнішніх операцій» палестинської організації Народний фронт звільнення Палестини . З боку осередків в акції взяли участь Вільфред Безе  І Бригітта Кульман.  4 липня, в ході операції проведеної Армією оборони Ізраїлю, більшість заручників (102 з 106) було звільнено, а викрадачі літака (включаючи членів осередків) вбиті.
У 1979 році «Революційні осередки» зробили спробу замаху на головнокомандувача збройних сил НАТО в Європі А. Хейга, в 1981 році  здійснили замах на нового головнокомандувача (обидва обернулися невдачею). У тому ж році здійснено вибух автомобіля біля штаб-квартири ВПС США (поранено 20 осіб), убитий міністр економіки землі Гессен. У 1981-1982 роках організація зазнала значних втрат в результаті серії арештів, багато її членів емігрували. У 1984 році «Революційні осередки» разом з «RAF» здійснили ряд вибухів і замахів. Станом на 1985 рік чисельність Революційних осередків складала 50 осіб  . 

## Припинення діяльності
Вважається, що група втратила значну частину своєї прихованої підтримки серед радикальних лівих внаслідок возз'єднання Німеччини та розпаду Радянського Союзу.
Антисемітизм, проявлений під час викрадення Ентеббе, став предметом тривалих внутрішніх суперечок, в результаті чого один із ключових членів «Революційних осередків», Ганс-Йоахім Кляйн в 1977 році направив до журналу «Der Spiegel» свій пістолет і листа, в якому оголосив про свій вихід.
Кляйн також повідомив, що «Революційні осередки» планують вбити президента Центральної ради євреїв у Німеччині Хайнца Галинського. В його зверненні до колишніх соратників зокрема йшлося: 
|  | замість того, щоб розмірковувати про роль Галинського у злочинах сіонізму, щодо жорстокості ізраїльської імперіалістичної армії, ви не думаєте про пропагандистську роботу ... Ви уникаєте політичної дискусії і захоплюєтесь підтримкою (антисемітизму?) фашизму революційних осередків та людей, що стоять за ними. |

Кляйн сховався у Нормандії, Франція, де його відшукали в 1998 році. Одним зі свідків на суді був його давній друг, колишній міністр закордонних справ Німеччини Йошка Фішер. За деякими даними, розрив Фішера з ультралівими відбувся саме через справу Ентеббе.
У брошурі, опублікованій у грудні 1991 року, «Революційні осередки» зробили спробу критичного аналізу своєї антиімперіалістичної та антисіоністської кампанії протягом 1970-х та 80-х років, з особливим акцентом на провальне викрадення "Ер Франс" та проявлену сегрегацію єврейських та неєврейських пасажирів.